# 重启恋的世界
《重启恋的世界》改编自热门韩剧《W-两个世界》，由泰国第3电视台与世纪优优和御喜影视联合出品的泰国电视剧，李海娜（Aom）及新人演员苏特廷若克·素柏威吉塔（Gee）领衔主演，齐纳吾·英塔拉库辛（Chin）、淳妮苷·内醉（Meiko）、沃拉普罗特·范塔姆克朗（Phukhao）等人联合主演。

## 播放概况
| 播放平台      | 国家与地区                                   | 播放时段                               | 备注 |
| ------------- | -------------------------------------------- | -------------------------------------- | ---- |
| 泰国第3电视台 | 泰國                                         | 每周五23：00-24：00、周六22：55-23：55 |      |
| TrueID        | 泰國 · 中国大陆 · 越南 · 菲律賓 · 印度尼西亞 | ——                                     |      |

## 演员阵容

### 主要演员
- 李海娜（Aom） 饰演 妮莎（Nisa/Sa）

外科医生。
- 苏特廷若克·素柏威吉塔（Gee） 饰演 阿金（A-Kin）

《Better World》游戏主角。

### 其他演员
- 齐纳吾·英塔拉库辛（Chin） 饰演 帕空（Pakorn）

医生，喜欢妮莎。
- 淳妮苷·内醉（Meiko） 饰演 艾米丽（Emily）
- 佩泰·松楚瓦（Pete）
- 沃拉普罗特·范塔姆克朗（Phukhao） 饰演 里奥（Leo）
- Teerachata Rachatahiranyakan（Din） 饰演 阿鹏（Porn）
- 苏哈帕特·洛瓦查林（Suam） 饰演 Muwan
- 彼得·图灵斯坦 饰演 迈克尔（Michael）
- 纳塔瓦特·普棱西里瓦（Chane/Shane） 饰演 肖恩（Sean）

《Better World》游戏老板。
- 塔雷·萨古安迪坤（Lay） 饰演 马克（Mark）
- 帕克彭·瞿安柴纳特（Art） 饰演 Phee
- 帕维娜·查丽夫思库尔（Jeab）
- 尼米特·拉克什米蓬（Bobby）

## 拍摄地点
- 泰國
  - W酒店[4]
  - 暹罗天地[5]